# Idoia Mendia
Idoia Mendia Cueva (Bilbau, 27 de outubro de 1965) é uma advogada e política espanhola, secretária-geral do Partido Socialista do País Basco - Esquerda Basca. Foi conselheira de Interior, Justiça e Administração Pública, e também porta-voz do Governo Basco no governo de Patxi López, entre 2009 e 2012.